# ТЕС Сіраджгандж (Sembcorp)
24°23′11″ пн. ш. 89°44′36″ сх. д. / 24.38639° пн. ш. 89.74333° сх. д.
ТЕС Сіраджгандж (Sembcorp) – теплова електростанція на заході Бангладеш. 
У 2018 – 2019 році на майданчику станції став до ладу парогазовий блок комбінованого циклу потужністю 414 МВт, в якому одна газова турбіна потужністю живить через котел-утилізатор одну парову турбіну з показником 150 МВт. Паливна ефективність блоку становить 49,5%. 
Для охолодження використовують воду із річки Джамуна.
Станція розрахована на використання природного газу, який надходить на захід країни по газотранспортному коридору Ашугандж – Бхерамара, при цьому для повноцінного забезпечення майданчику у Сірджганджі потрібно завершити прокладання другої нитки у коридорі. Крім того, у середині 2010-х на тлі стрімко зростаючого споживання країна стикнулась зі зростаючим дефіцитом блакитного палива (для подолання якого розпочала з 2018-го імпорт через термінал ЗПГ Мохешкалі). За умови нестачі ресурсу газу ТЕС Сіраджгандж може працювати на нафтопродуктах, проте її потужність в такому режимі зменшується до 333 МВт.  
Видача продукції відбувається по ЛЕП, розрахованій на роботу під напругою 230 кВ.
Проект реалізували через компанію Summit Bibiyana II Power Company Limited, власникам якої є сінгапурська Sembcorp (71%) та бангаладеська державна North-West Power Generation Company (29%). При цьому останній належить розташована поруч ТЕС Сіраджгандж потужністю 675 МВт.